# Абдуллаев, Намик Ядулла оглы
Намик Ядулла оглы Абдуллаев (азерб. Namiq Yadulla oğlu Abdullayev; род. 4 января 1971, Баку, Азербайджанская ССР) — азербайджанский борец вольного стиля, подполковник полиции, Заслуженный мастер спорта, главный тренер сборной Азербайджана по вольной борьбе (2020—2023). Чемпион летних Олимпийских игр 2000 года в Сиднее в весовой категории до 54 кг. Был знаменосцем азербайджанской сборной на торжественной церемонии открытия летних олимпийских игр 2000 года в Сиднее. На Олимпиаде 1996 года в Атланте же, где занял второе место, стал первым спортсменом независимого Азербайджана, завоевавшим олимпийскую медаль.
Брат чемпиона мира Арифа Абдуллаева.

## Биография

### Начало спортивной карьеры
Намик Ядулла оглы Абдуллаев родился 4 января 1971 года в Баку в спортивной семье. В борьбу он пришёл по инициативе своего двоюродного брата Эльхана. В 1983 году был записан в общество «Спартак». Первым тренером был — заслуженный тренер Вахид Мамедов. Первый успех к спортсмену пришёл спустя пять лет, когда Абдуллаев стал победителем турнира «Олимпийская надежда», проходившего на Украине. Именно во время этого турнира Намиг попал под центр внимания тренеров советской сборной. И только спустя ещё два года Абдуллаев был вызван в сборную СССР. Завоевав с первой попытки серебряную медаль, а на следующий год золотые медали, Намиг Абдуллаев отправляется в 1990 году на Кубок мира в Канаду в составе сборной СССР. Завоевал золотую медаль на первом же международном соревновании, будучи в возрасте 19 лет.

### Спортивные успехи
В 1990-х Абдуллаев выигрывал серебро Олимпийских игр (1996), дважды становился серебряным призёром чемпионатов мира (1994, 1998), дважды становился чемпионом Европы (1994, 1995), а также выигрывал серебро (1997) и бронзу (1996) континентального первенства.
В 2000 году Намик Абдуллаев стал олимпийским чемпионом в Сиднее. Также в 2000-х Намик Абдуллаев выигрывал серебро и бронзу чемпионатов мира (2002, 2006), в третий раз стал чемпионом Европы (2003) и выиграл серебро первенства континента (2006).
В июле 2009 года Абдуллаев объявил о завершении спортивной карьеры.
Распоряжение президента Азербайджана Ильхама Алиева от 18 декабря 2012 года Намику Абдуллаеву было присвоено звание Заслуженного деятеля физкультуры и спорта Азербайджана.

### Тренерская карьера
21 сентября 2020 года Намик Абдуллаев был назначен на пост главного тренера сборной Азербайджана по вольной борьбе. Под его руководством сборная выступила на Олимпийских играх 2020 в Токио, чемпионатах мира и Европы.
На Олимпиаде сборная выступила неудачно, добыв посредством Гаджи Алиева всего одну серебряную медаль и оставшись без золотой медали. Однако на чемпионате Европы 2022 года сборная Азербайджана по вольной борьбе стала первой в командном зачёте.
После провального же выступления сборной на чемпионате мира в Белграде вокруг сборной начались разговоры о том, что Абдуллаев не в силах готовить сборную к Олимпийским играм 2024 из-за спокойного характера.
В итоге, в марте 2023 года Абдуллаев покинул пост главного тренера сборной, а на его место был назначен бывший капитан сборной Азербайджана по вольной борьбе Хетаг Гозюмов.

## Личная жизнь
28 октября 2008 года, будучи в возрасте 37 лет, Намик Абдуллаев женился. Свадьба прошла в одном из домов-торжеств Баку.

## Достижения

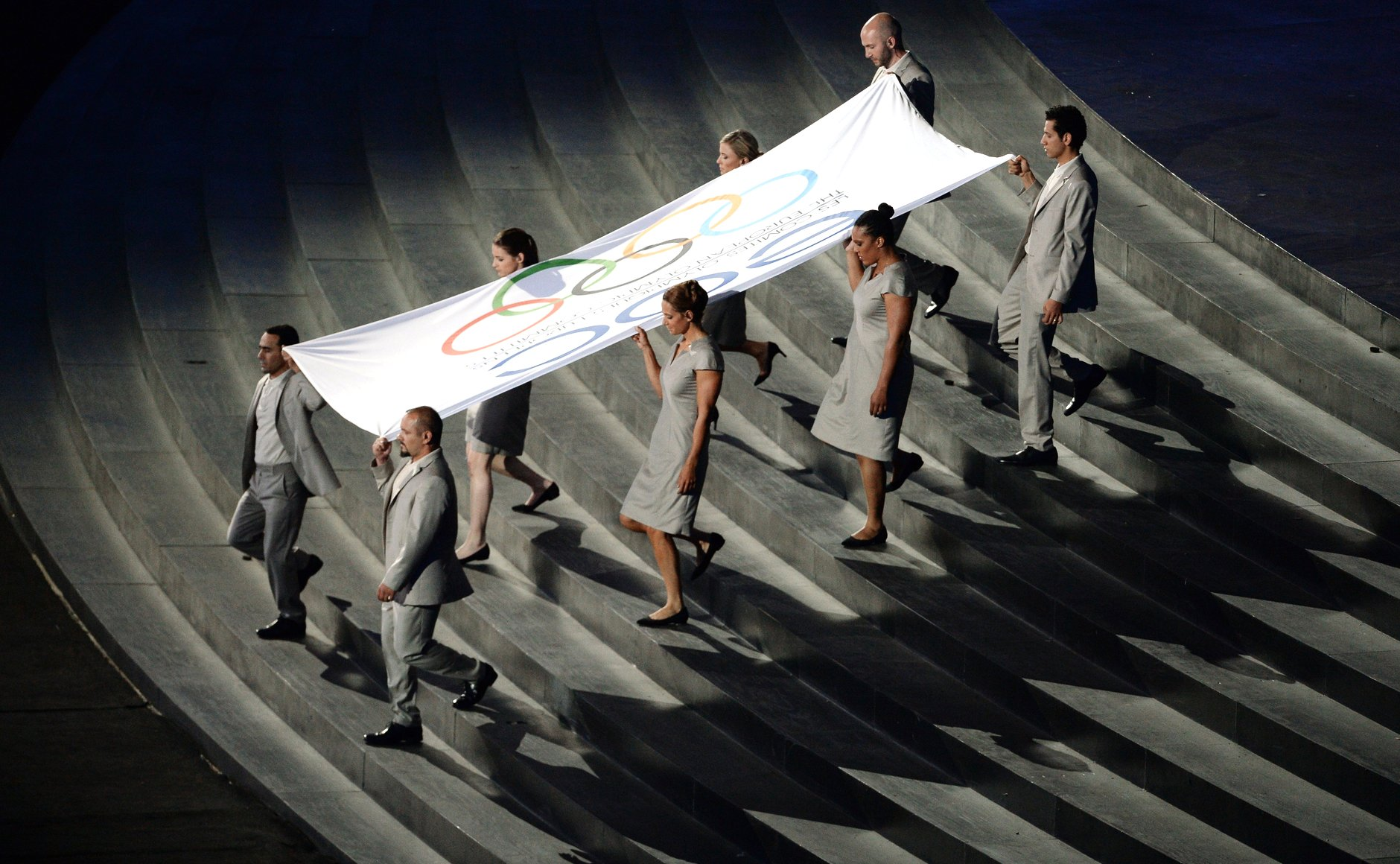
Намик Абдуллаев с флагом Европейского олимпийского комитета на открытии Первых Европейских игр в Баку 12 июня 2015 года

- 1988 — золото на международном турнире «Олимпийские надежды». Украина
- 1989 — серебро на чемпионате СССР среди взрослых
- 1990 — бронза на чемпионате СССР среди взрослых
- 1990 — золото на кубке мира в Канаде
- 1991 — бронза на чемпионате СССР среди взрослых
- 1991 — золото на международном турнире в Дагестане, Россия
- 1992 — золото на турнире «Гран-При»
- 1994 — золото на чемпионате Европы в Италии
- 1994 — серебро на чемпионате мира в Турции
- 1994 — золото на турнире «Гран-При»
- 1995 — золото на чемпионате Европы в Швейцарии
- 1995 — золото на международном турнире в Дагестане, Россия
- 1996 — серебро на чемпионате Европы в Будапеште, Венгрия
- 1996 — серебро на XXVI летних Олимпийских играх в Атланте, США
- 1996 — золото на турнире «Гран-При»
- 1997 — бронза на чемпионате Европы в Варшаве, Польша
- 1998 — серебро на чемпионате мира в Иране
- 2000 — золото на XXVII летних Олимпийских играх в Сиднее, Австралия
- 2002 — серебро на чемпионате мира в Иране
- 2006 — бронза на чемпионате мира в Гуанчжоу, Китай
- 2006 — серебро на чемпионате Европы в Москве, Россия
- 2008 — серебро на турнире «Гран-При» в Баку, Азербайджан

## Звания и награды
- 1991 — Почётный диплом Азербайджанской ССР[6]
- 1995 — награждён медалью «Тарагги» («Прогресс»)
- 2000 — награждён орденом «Слава»
- 2002 — Специальная олимпийская стипендия Президента Азербайджанской Республики[7]
- 2021 — «Почётный диплом Президента Азербайджанской Республики»[8]
- Мастер спорта СССР
- Мастер спорта международного класса
- Заслуженный мастер спорта Азербайджана
- Подполковник полиции

## Выступление на летних Олимпийских играх

### 1996 год
| Категория | Золото                               | Серебро                      | Бронза                    |
| 52 кг     | Валентин Димитров Йорданов, Болгария | Намик Абдуллаев, Азербайджан | Маулен Мамыров, Казахстан |

Полуфиналы
| В. Д. Йорданов, Болгария  | М. Мамиров, Казахстан | 7:3  |
| Н. Абдуллаев, Азербайджан | Г. Мохаммади, Иран    | 10:0 |

Финал
| В. Д. Йорданов, Болгария | Н. Абдуллаев, Азербайджан | 4:3 |

### 2000 год

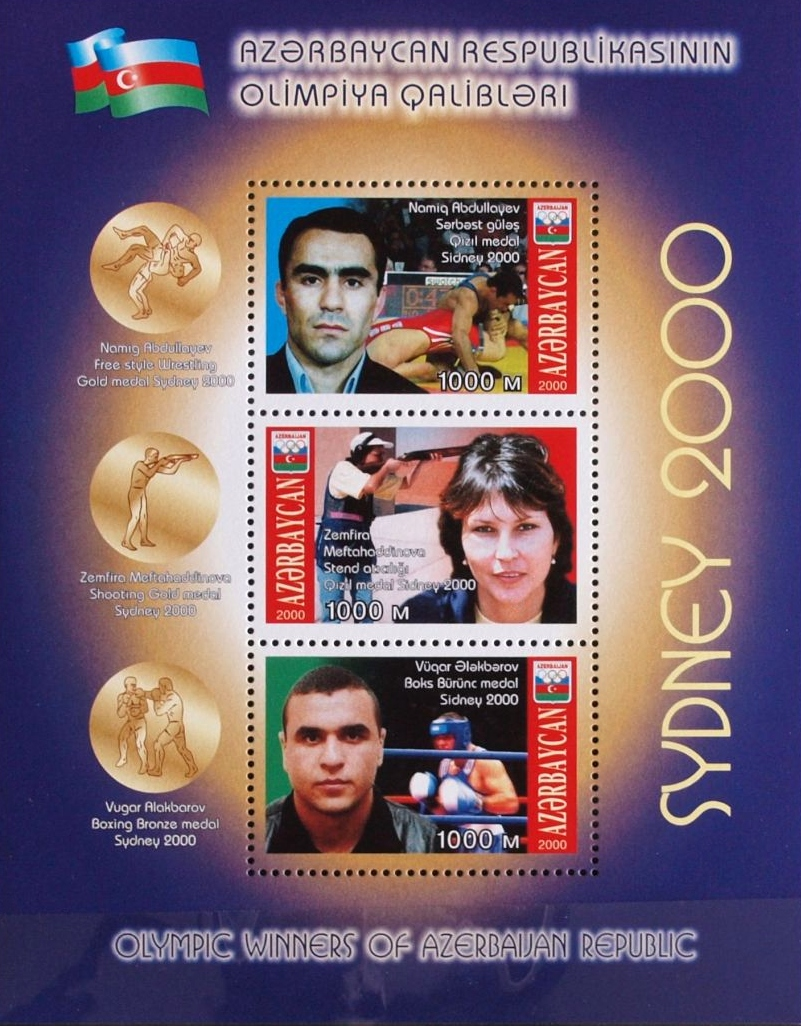
Марки Азербайджана, посвящённые азербайджанским медалистам Олимпийских игр в Сиднее: Намик Абдуллаев (золото), Земфира Мефтахетдинова (золото), Вугар Алекперов (бронза)

| Категория | Золото                       | Серебро             | Бронза                  |
| 54 кг     | Намик Абдуллаев, Азербайджан | Самуэль Хэнсон, США | Амиран Карданов, Греция |

Полуфиналы
| С. Хэнсон, США            | Г. Контоев, Белоруссия | 3:0 |
| Н. Абдуллаев, Азербайджан | А. Кантаров, Греция    | 5:3 |

Финал
| Н. Абдуллаев, Азербайджан | С. Хэнсон, США | 4:3 |